# Nepeta sheilae
Nepeta sheilae là một loài thực vật có hoa trong họ Hoa môi. Loài này được Hedge & R.A.King mô tả khoa học đầu tiên năm 1982.